# Roca de Girbets
La Roca de Girbets és una muntanya de 1.245 metres que es troba al municipi de Vallcebre, a la comarca catalana del Berguedà.